# Kidnapped by Neptune
Kidnapped by Neptune es el tercer álbum de estudio de la cantautora Scout Niblett, lanzado el 10 de mayo de 2005 por Too Pure. El álbum fue la segunda colaboración de Niblett con el productor Steve Albini.

## Lista de canciones
Todas las canciones fueron escritas por Scout Niblett.
Todas las canciones escritas y compuestas por Scout Niblett. 
| N.º | Título                          | Duración |  |
| 1.  | «Hot to Death»                  | 3:58     |  |
| 2.  | «Kidnapped by Neptune»          | 2:46     |  |
| 3.  | «Pom-Poms»                      | 3:54     |  |
| 4.  | «Lullaby for Scout in 10 Years» | 5:03     |  |
| 5.  | «Fuck Treasure Island»          | 2:58     |  |
| 6.  | «Relax»                         | 2:30     |  |
| 7.  | «Valvoline»                     | 2:41     |  |
| 8.  | «Good to Me»                    | 5:33     |  |
| 9.  | «Handsome»                      | 2:13     |  |
| 10. | «Safety Pants»                  | 3:12     |  |
| 11. | «Newburyport»                   | 5:55     |  |
| 12. | «This City»                     | 2:15     |  |
| 13. | «Wolfie»                        | 5:17     |  |
| 14. | «Drink to Me»                   | 2:40     |  |
| 15. | «Where Are You?»                | 3:50     |  |